# 真・三國無双3
『真・三國無双3』（しん・さんごくむそうスリー）は、コーエーから2003年2月27日に発売されたアクションゲーム。「真・三國無双シリーズ」の第3作。海外でのタイトルは、『Dynasty Warriors 4』。
キャッチコピーは「あなたは、ついに真の戦場を知る──。」。
PlayStation 2版の発売後、2003年9月4日にはXbox版（通常版と『真・三國無双3 猛将伝』を合わせた内容）、2005年4月1日にはWindows XP / 2000版がそれぞれ発売されている。
2013年4月17日より、PS2版はPS2アーカイブスにて配信開始。

## 概要
使用可能なキャラは42人。今作の主な特徴として、勢力ごとの無双モード（途中で武将を交代可）、新勢力「呂布」の登場、攻撃アクションや一騎討ちシステムの追加。新兵種「投爆兵」の追加、単一ユニットとしての「攻城兵器」登場、オリジナル武将エディット・武器成長システム（レベル）・マルチエンディングの導入がある。また、PlayStation BB Unitを接続して起動用メモリーカードも差し込むと、BB unitにゲームデータの一部をインストールすることで読み込み時間を短縮できるキャッシュ機能がオプションメニューの最下部に搭載される。戦国無双以降のシリーズにも導入されたが、あちらではオプションメニューには無条件に存在(PlayStation 2用ソフトでは、上述の条件を満たさないと使用はできない)。
同日発売の『スターオーシャン Till the End of Time』、『サクラ大戦 〜熱き血潮に〜』を抑え初登場1位となり、2003年3月には日本国内出荷本数100万本を記録した。
また、アペンドディスク『真・三國無双3 猛将伝』、今作のシステムを流用し国取りなどのウォー・シミュレーションゲーム要素を導入した『真・三國無双3 Empires』が発売された。

## ゲームモード

### 無双モード
各勢力ごとのストーリーを体験するモード。勢力は魏・呉・蜀の三国に加え、董卓、呂布、袁紹、黄巾、南中の計8勢力でプレイできる。
本作の無双モードは勢力毎に6章(三国)または4章(その他)で構成されており、南中勢力以外は各章毎に複数のステージが用意されている。また、三国勢力には、特定の条件を満たすと出現する外伝ステージが存在する他、「赤壁の戦い」における諸葛亮の起風まで護衛又は起風前に撃破の成否でその後の展開が分岐する。
各勢力ごとのストーリーということで、途中で操作する武将を変更することも可能となっている。そのため、総大将が死亡してしまうためにクリアできないステージを自身が総大将を操作することでクリアしやすくする、武勲を稼いで入手した新モデルを使用する、使用可能な武将の中からランダムで配置される武将を厳選する、といったことができる。

### フリーモード
自由にステージと難易度を選びプレイするモード。無双モードでプレイ可能となったステージをプレイすることが可能となっている。
但し、呂布伝・黄巾伝・南蛮伝の1章のステージは、それぞれでクリアか途中保存をしなければ選択できない。

### チャレンジモード
いろいろなタイムを1人で競うモード。終了後にパスワードが表示され、公式ホームページにランキング表示ができ、自分が全国（世界）で何位か分かる。
斬合（きりあい）
体力が尽きるまでの敵の撃破数を競う。
神速（しんそく）
撃破数100を達成するまでの時間を競う。
流星（りゅうせい）
時間内に敵を何人倒せるかを競う。
破壊（はかい）
時間内にいくつ箱や兵器を破壊するかを競う。

### エディットモード
自分で武将や護衛隊を作れるモード。武将は自分で武器を選び、名前をつけることができる。モーションは武器によって決定される。護衛隊は、何部隊か名前を武将と同じくつけることができ、護衛隊所属の人の名前も変更できる。（ただし、一度作って消してしまうと、その護衛隊は復元できない。武将も同様）。

## シナリオ
今作では地域ごとにシナリオが振り分けられており、一つの地域でのステージ構成をその地域の各シナリオが共有する形となっている。（シナリオによってステージの使用範囲は異なる）
但し、記載されている地域はあくまでシナリオで扱うステージ形状の区分であり、実際の合戦場所と異なる場合も多い。例えば南陽ステージを使用している呂布の乱はシナリオ表記上は洛陽宮城内の戦いになっている。
夷陵
夷陵の戦い
荊州攻略戦
荊州鎮圧戦
五丈原
街亭の戦い
五丈原の戦い
天水の戦い
合肥
合肥の戦い
石亭の戦い
孫堅討伐戦
二喬奪還戦
漢中
定軍山の戦い
漢中防衛戦
黄巾殲滅戦
官渡
官渡の戦い
曹操討伐戦
黄巾砦攻防戦
冀州
冀州の戦い
黄巾の乱
冀州防衛戦
許昌
関羽千里行
許昌の戦い
汜水関の戦い
呉郡
建業の戦い
江東平定戦 
呉郡攻略戦
洛陽
玉璽争奪戦
虎牢関の戦い
潼関の戦い
徐州
下邳の戦い
黄巾賊撃退戦
劉備討伐戦
呂布逆襲戦
成都
成都制圧戦
成都の戦い 
雒城の戦い 
赤壁
夏口の戦い
赤壁の戦い
長江防衛戦 
襄陽
樊城争奪戦
樊城の戦い
劉表奇襲戦
汝南
博望坡の戦い
汝南の戦い
南陽
宛城の戦い
呂布の乱
南中
南蛮夷平定戦
南蛮防衛戦
南郡
長坂の戦い
南郡の戦い
麦城の戦い

## ゲームシステム

### 武器
前作の武器を回収するシステムからレベルの上昇というシステムに変更された。戦闘中に獲得できる武器経験値をためることで武器をレベルアップさせていく。
通常のプレイでは9までレベルアップさせることができ、徐々に攻撃力が上がっていく。また、レベルが4になると5回に、7になると6回に最大攻撃回数が増加していく。
武器レベルが9の状態で特定の条件を満たすとレベル10に上昇し、この状態では前作と同じく、無双ゲージがたまっていなくてもチャージ攻撃によって属性攻撃が可能となる。

### 成長システム
戦闘中の行動によって戦闘終了後に経験値を獲得でき、その合計によって階級が上昇していく。
前作のみ、上位の馬に乗るには階級のレベルアップが必要だったが、今作はレベルに関わらずどの馬にも乗れるようになった。
体力、無双、攻撃力、防御力は階級の上昇によっても若干上昇するが、戦闘中に点心、于吉仙酒、剣、盾を入手することでの上昇が主になる。

### その他
無双モード、フリーモードに共通して、使用可能武将1体1体に対しての対人関係が記録される（目視はできない）。救援を行うと関係が良くなり、撃破すると悪化する。関係が悪くなると敵総大将以外の場合に一騎討ちを申し込まれる確率が上がった（特定のイベントでは関係度を無視して一騎討ちを申し込んでくる。イベントでは一般武将とも敵総大将とも一騎討ちできる）り、プレイヤーが敵兵や敵武将を次々に撃破するなど好調の際に襲撃してくる。
逆に、関係が良い状態の武将は、プレイヤーの体力が大きく低下したり味方全体の士気が低迷する等危険な状況に陥った際に、救援に駆けつけてくれる事がある。
本作ではプレイヤーとして使用可能な武将（所謂「無双武将」）のみ、救援するとお礼を言われるが、次回作の『4』以降は一般武将からもお礼を言われるようになった。

## キャラクター
- 「エディット」モードによりオリジナルの武将を最大四人まで作成できる。
  - 声：野島健児、住友優子

## 開発
本作では登場する武将の数が非常に多くなり個人単位のストーリーを用意できなくなったことに加え、武将によって活躍する時期が異なることから、勢力単位でのシナリオが設けられた。また、一騎打ちやオリジナル武将エディットなど、新しい要素も追加された。

## 真・三國無双3 猛将伝
『真・三國無双3 猛将伝』（しん・さんごくむそうスリー もうしょうでん）は、コーエーから2003年9月25日に発売されたPlayStation 2用のアクションゲーム。
キャッチコピーは「求める強さに、限りなどない──。」。
PS2版『真・三國無双3』の拡張版。最強武器が獲得できる武将固有のシナリオ（1人1本）の列伝モードと、シナリオが自動生成される修羅モードがプレイできる。

### 修羅モード
武将一人を選択し、自動生成されるステージを体力の続く限り戦い抜いていくモード。ステージ終了後の体力が次のステージに引き継がれ、回復アイテムが敵を倒したり壺や箱を壊したりしても極端に出現しないのが特徴である。ミッション形式をとっており、毎回3つの地方から赴く場所を1つ選ぶ。ミッションを進むごとに敵の体力と攻撃力が上昇する。
戦闘中以外で中断が出来るが、その時に残したセーブデータは再開すると消えてしまう。しかし、再開する前にオプションで別のメモリーカードにセーブすることでバックアップを取ることができる。
このモードで手に入れた装備アイテムは、戦死・ゲームオーバーせずに修羅モードを終了させた場合に次回プレイに引き継ぐことが出来る。しかし列伝モードやオリジナルシナリオ（『真・三國無双3』をMIXJOYすることで出せる無双モード）で装備する装備アイテムとは管理が別になっている。

### 列伝モード
武将一人ひとりに設定されたシナリオで戦うモード。シナリオを一度クリアすると他の武将でもプレイできるようになる。また、戦闘後に評価が出る。評価点は0〜100点までで、それによってC、B、A、Sのクリアランクが与えられる。難易度によって最高評価点が異なり、最高のSランク（90点以上）は難易度「達人」でなければ出ない。
武器レベルを10にしたシナリオの基本対象となっている武将でSランクを取れば、武器レベルが11に強化される。
『真・三國無双3』を持っていなくとも列伝モードの同じシナリオで特定の条件を達成すればレベル10にすることは可能なので、本作のみで武器を最強形態にすることが出来る。
長坂単騎戦
徐州防衛戦
長坂橋防衛戦
下邳前哨戦
宛城死守戦
集落攻防戦
赤壁謀略戦
魚腹浦突破戦
劉繇軍壊滅戦
董卓暗殺戦
月英獲得戦
赤壁逃亡戦
虎牢関殲滅戦
劉備逃亡戦
成都前哨戦
反董卓前哨戦
合肥退却戦
十常侍討伐戦
界橋の戦い
葭萌関番外戦
長沙攻防戦
定軍山挽回戦
合肥奇襲戦
祁山の戦い
麦城包囲戦
濡須口の戦い
剣閣防衛戦
黄巾最終戦
樊城防衛戦
祁山追撃戦
冀州番外戦
赤壁前哨戦
孫策幻影戦
五丈原番外戦
龐統夢幻戦
南蛮合戦
孟獲救出戦
呉郡番外戦
銅雀台脱出戦
江陵攻防戦
牛渚の戦い
虎戦車実証戦

### チャレンジモード (新)
連闘（れんとう）
一騎討ちで何人の敵武将に勝ち抜くかを競う。

### オリジナルシナリオ
『真・三國無双3』ディスクを読み込ませることで、猛将伝のデータで無双モード、フリーモードが遊べる。2つのモードを使えるようにするためには、ゲームを毎回起動するたびにディスクを読み取らせる必要がある。

## 真・三國無双3 Empires
『真・三國無双3 Empires』（しん・さんごくむそうスリー エンパイアーズ）は、コーエーから2004年3月18日に発売されたPlayStation 2用のアクションゲーム。
キャッチコピーは「この大陸を我が手に。」。
『3』のシステムを流用した外伝的作品で、プレイヤーが君主となって都市を統治し従来と同様のアクションゲームによる合戦を行い領土を獲得するウォー・シミュレーションゲームの要素を取り入れた争覇モードが特徴である。

### 争覇モード
『3』に「三國志シリーズ」のような歴史シミュレーションゲームの要素を加えた、新しい感覚のプレイモードであり、『Empires』の中核部分でもある。プレイヤーは一国を治める君主となり、内政コマンドを通じて兵の雇用や各種生産を行うことで自軍を強化していく。その一方、隣国との戦争（この部分は今までの無双シリーズと同じ）を通して領土を拡大し、全中国24エリアを制覇する事が目的である。
その他、以下の特徴がある。
- 領土・人員配置は「演義」「仮想」の2つのモードが選択出来る。「演義」モードは黄巾の乱の時代設定。
- 武将にはそれぞれ個人目標があり、目標を達成するとレベルと能力が上がる。
- 部下は「将軍」・「準将軍」の2つに分けられる。プレイアブル武将及びエディット武将は「将軍」にしかなれない。
- 「将軍」・「準将軍」には定員があり、支配地域を増やすことで定員数を増やす事が出来る。
- 武器は従来のシリーズとは異なり、内政の開発コマンドを行うことで強化する事が出来る。
- 領土を拡大した上で、一定の条件を満たすと「大将軍」「軍師」への任命および「皇帝」への即位イベントが発生する。「大将軍」は戦闘に参加させると武器レベルが1つ上がる。「軍師」は提示した政策を採用すると通常より15%安く実行出来る。「皇帝」に即位すると基礎収入が上がる。
- コマンドはターン制で、制限ターン数は100ターン。
- コマンドの実行状況により「通常」「善政」「悪政」（以上、全国制覇時）「100ターン到達」と4つの異なるエンディングを見る事が出来る。

『Empires』は以後シリーズ化し、ナンバリングタイトルや「戦国無双シリーズ」においてシステムの強化や変更を加えられながら発売された。

### 競闘モード
特定の舞台でプレイヤー武将と敵武将（2プレイヤーまたはコンピュータ）と競うプレイモードである。
撃破（げきは）
制限時間内に撃破した敵兵の数を競う。
奪取（だっしゅ）
制限時間内にアイテムを運び、得たポイント数を競う。
彗星（すいせい）
制限時間内に舞台からたたき落とした武将数を競う。
耐久（たいきゅう）
制限時間内に相手プレイヤーより長く生存することを競う。
尚、競闘モードの結果は争覇モードに一切影響しない。

### キャラクターエディット
『Empires』のウリである、オリジナルの武将デザイン機能。本作のエディット機能は割と細かく設定する事が出来る。4人まで作成でき、作成した武将は争覇モードに参戦させることも可能。
- 声：小松里賀（無邪気）、野島健児（熱血）、三浦祥朗（冷静）、服巻浩司（豪快）、住友優子（活発）、米本千珠（柔和）

### 開発（Empires）
『Empires』の開発は、ユーザから寄せられた「『三國志』の内政と『真・三國無双』戦闘システムを合わせた作品を遊びたい」という要望がきっかけで生まれた。とはいえ、そのままではゲーム化しづらいため、内政の部分は『三國志』を簡略化したシステムが採用された。また、一騎当千を目玉とする『真・三國無双』シリーズの戦闘システムでは、勝利条件である敵の総大将の首を討ち取って勝利するという単調なゲームになってしまうおそれがあったため、最終的には兵站を繋げながら前線を押し上げるシステムが採用された。

## 真・三國無双3 ハイパー
『真・三國無双3 ハイパー』（しん・さんごくむそうスリー ハイパー）は、コーエーから2005年4月1日に発売されたMicrosoft Windows用のアクションゲームであり、『真・三國無双3』のWindows版にあたる。
コーエーの海賊版対策として開発されたネットワーク認証システムが導入された最後のゲームソフト。ソフト起動時に認証を行うため、プレイするにはネットワークに接続されたパソコンにインストールする必要がある。パソコンが本作の動作環境を満たしているかを検証するためのベンチマークソフトを公式サイトから無料でダウンロードできる。
「無双シリーズ」で初めて、インストールをしないとゲームをプレイできないシステムを採用した作品でもある。

### 評価（ハイパー）
4Gamer.netのMIDIはらふじは、本作は簡単な操作で敵兵を倒していくものだとしつつも、単なる「爽快アクション」ではなく、適当な難易度を保ちつつ、重要な場面で爽快なアクションを味わえるように作られているため、飽きが来ないと評している。

## 主題歌
真・三國無双3
『Cross Colors』（小柳ゆき）
真・三國無双3 Empires
『EVER FREE』（2HEARTS -立木文彦&森川智之- ）

## 関連商品

### アンソロジー
- 真・三國無双3 バトルイリュージョン